# Henri Gouge
Henri Gouge (ou Henry Gouge), né le 19 juillet 1905 à Bordeaux, mort le 11 décembre 1969 à Couhé-Vérac (Vienne) est un homme politique français. Membre du parti communiste, il a été député de Loire-Atlantique de 1945 à 1951.

## Biographie
Fils d'un mécanicien de la marine et d'une cuisinière, Henri Gouge entre en apprentissage à quatorze ans. Tourneur-ajusteur aux chantiers maritimes du Sud-ouest, il adhère aux Jeunesses communistes en 1924. Militant actif du syndicat CGTU des métaux de Bordeaux, membre du Parti communiste français depuis 1928, il est candidat en 1934 aux élections cantonales. Par des cours du soir, il accède au métier de dessinateur industriel. En 1939 il est secrétaire régional du parti communiste de la région bordelaise.
Interné sous l'Occupation, il s'évade et participe à la Résistance dans les FTP, dans le Tarn puis à Paris. Lors de la Libération, le PCF l'affecte en Loire-Inférieure où il devient son secrétaire départemental. Candidat aux élections à la première Assemblée constituante (octobre 1945), il est élu député. Il est réélu en juin 1946 à la seconde assemblée constituante, et en novembre 1946, pour la première législature de la Quatrième République. Il n'est pas représenté par son parti aux élections de 1951.

## Mandats électoraux
- Député de Loire-Atlantique : élu le 21 octobre 1945, réélu les 2 juin et 10 novembre 1946, siège à l'Assemblée nationale jusqu'en juin 1951.